# Hydrangea nebulicola
Hydrangea nebulicola är en hortensiaväxtart som beskrevs av Nevl. och Pompa. Hydrangea nebulicola ingår i släktet hortensior, och familjen hortensiaväxter. Inga underarter finns listade i Catalogue of Life.